# 邢衡小片
邢衡小片（根据《中国语言地图集》、《汉语官话方言研究》）是冀鲁官话石济片的一个分支，分布在河北省西南部。该小片北邻冀鲁官话石济片赵深小片，西邻晋语，东为沧惠片，南为石济片聊泰小片。

## 特征
1. “二儿耳”读自成音节的 /ɭ/。
2. 古日母字一般读零声母。
3. 多数地区分尖团。